# Luis Manuel Alí Herrera
Mons. Luis Manuel Alí Herrera (* 2. května 1967 Barranquilla) je kolumbijský římskokatolický duchovní, biskup a Papežské komise pro ochranu nezletilých.

## Život
Narodil se 2. května 1967 v Barranquille.
Vstoupil do kněžského semináře v Bogotě. Na Papežské univerzitě Gregoriana v Římě získal licenciát z teologie a psychologie. Dne 28. listopadu 1992 byl vysvěcen na kněze a inkardinován do bogotské arcidiecéze. Stal se farním vikářem ve farnosti Santiago Apóstol.
Od roku 1993 byl sekretářem biskupského vikariátu Inmaculada Concepción. Následně byl jmenován farářem San Clemente Mártir a kaplanem Kolumbijské národní univerzity. V letech 2002–2003 a 2007–2013 byl zodpovědný za formaci seminaristů. Roku 2011 byl jmenován farářem maronitské farnosti Nuestra Señora del Líbano v Bogotě a o dva roky později farnosti San José de Calasanz.
Dne 17. prosince 2014 byl papežem Františkem jmenován členem Papežské komise pro ochranu nezletilých a 7. listopadu 2015 pomocným biskupem bogotské arcidiecéze s titulem biskupa z Iubaltiany. Biskupské svěcení přijal 12. prosince z rukou kardinála Rubéna Salazara Gómeze a spolusvětiteli byli arcibiskup Ettore Balestrero a arcibiskup Oscar Urbina Ortega.
Dne 15. března 2024 byl ustanoven sekretářem Papežské komise pro ochranu nezletilých se zachováním předchozích funkcí.